# Dasypogon punctipennis
Dasypogon punctipennis là một loài ruồi trong họ Asilidae. Dasypogon punctipennis được Macquart miêu tả năm 1838. Loài này phân bố ở vùng Tân nhiệt đới.